# Srce (glasbena skupina)
Srce je bila v sedemdesetih letih 20. stoletja elitna in avantgardna slovenska vokalno-instrumentalna rock skupina.
Skupino je leta 1972 zasnoval veteran jugoslovanske glasbene scene Janez Bončina - Benč, ki je bil pred tem kitarist in pevec v skupini Mladi levi in The Generals, kasneje pa pevec skupin September, Karamela... S svojim visokim tehničnim znanjem obvladovanja instrumentov in izredno visokimi vokalni zbori (Malikovič, Doblekar) so kmalu pritegnili pozornost javnosti in kritike.

## Zgodovina
Leta 1972 je prišlo do razpada skupine The Generals, katere člani so bili vokalist Janez Bončina Benč, tolkalist Braco Doblekar, klaviaturist Tihomir Pop Asanović, bobnar Massimo Vita in bas kitarist Čarli Novak. Iz nje sta nastali skupini Time in Srce. Prvo zasedbo Srce so sestavljali Janez Bončina, Čarli Novak, Pavle Ristić in kitarist Zoran Crnkovič. Crnkoviča je na kitari kmalu zamenjal nekdanji "Kameleon" in "Faraon",  Marjan Malikovič, skupini pa se je pridružil še Braco Doblekar na tolkalih in kasneje na Hammond orglah Franci Čelhar. »Skupina Srce je imela nekaj. Predvsem zato mi je ostalo to najbolj nekje pri srcu, ker so bila res izključno samo avtorska dela, naša, nič ostalih, recimo, že uveljavljenih aranžerjev, vse smo sami delali, se pravi čista avtorska glasba«, je o skupini dejal Janez Bončina Benč. V prvem letu delovanja je skupina posnela in izdala edini singl »Gvendolina, kdo je bil«, ki je izšel pri založbi Helidon. Glasbo je prispeval Janez Bončina, besedilo pa je delo Dušana Velkaverha. Skladba je bila leta 2000 uvrščena na 98. mesto Seznama 100 najboljših jugoslovanskih rock skladb po izboru revije Rock Express. Na b-strani singla je izšla skladba »Zlata obala«, ki jo je prav tako napisal Bončina, besedilo pa je prispeval Tomaž Domicelj.

»To je bilo leta 1971/72, ko je bila Popevka še vedno "zakon", ampak še z eno drugo varianto, še močnejšo. Takrat so bili že tuji gostje in tuji producenti. Ko smo nastopali enkrat s pesmijo »Spomin«, nas je slišal Nat Kipner, ta znani producent, in je bil navdušen in smo bili v Londonu in smo delali angleško verzijo Gvendoline, ki jo je slišal drug material.«

Janez Bončina Benč o Slovenski popevki 1973.
 Skupina se je nato leta 1972 prvič udeležila Festivala Slovenska popevka, kjer je nastopila s skladbo »Kakor cvet je tvoj obraz«, za katero je glasbo napisal Damjan Tozon, besedilo pa je prispevala njegova mati, Mirjam Tozon. Skladbo je v alternaciji izvedla Lee Grant. Tuji strokovnjaki so skupini obetali uspeh, a kljub temu na tem festivalu ni prejela nobene nagrade. Naslednje leto se je skupina ponovno udeležila Popevke. Tokrat je izvedla skladbo »Spomin«, za katero glasbo je napisal Janez Bončina, v alternaciji pa je skladbo izvedel Tony Craig. Po knjigi Enkrat še zapoj in kompilaciji Slovenska popevka '73 naj bi bil Bončina tudi avtor besedila, v notranjih opombah kompilacije Slovenska popevka (Prvih štirideset) pa je kot avtor besedila naveden Jani Kenda. Janez Bončina je za »Spomin« prejel nagrado za najboljšega skladatelja debitanta, ki so jo na tem festivalu prvič podelili. Skladba »Spomin« je bila uvrščena na kompilacijski album festivala Slovenska popevka '73, ki je izšel pri založbi ZKP RTV Ljubljana. Istega leta se je skupina udeležila jugoslovanskega glasbenega festivala BOOM Festival, ki je potekal 20. in 21. aprila v Hali Tivoli, na njem pa je izvedla skladbo »Gvendolina«, živa izvedba katere je izšla na kompilacijskem albumu v živo Boom Pop Fest '73 pri založbi Jugoton.

## Člani
- Janez Bončina Benč – vokal
- Čarli Novak – bas kitara
- Pavle Ristić – bobni
- Zoran Crnkovič – kitara (1972)
- Marjan Malikovič – kitara (1972-1974)
- Braco Doblekar – tolkala
- Franci Čelhar – Hammond orgle

## Diskografija

### Singl
- »Gvendolina, kdo je bil« (1972)

### Kompilacije
- Slovenska popevka 72 (1972) (verzija na kaseti) – »Kakor cvet je tvoj obraz«
- Boom Pop Fest '73 (1973) – »Gvendolina«
- Slovenska popevka '73 (1973) – »Spomin«
- Beat na moru (Originalne snimke 1966.-1975.) (1991) – »Gvendolina«
- Plima (1994) – »Gvendolina«
- Janez Bončina: Bendologija (1999) – »Ritem srca«
- Lepa leta Slovenske popevke • Pesmi Dušana Velkaverha (2001) – »Gvendolina, kdo je bil«
- Helidonovi zimzelenčki (2001) – »Zlata obala«, »Gvendolina, kdo je bil?«
- Slovenska popevka (Prvih štirideset) (2002) – »Spomin«
- Najlepše slovenske uspešnice 1970-1979 Vol. 1 (2005) – »Gvendolina, kdo je bil«

## Nastopi na glasbenih festivalih
| Festival               | Skladba                  | Avtor glasbe  | Avtor besedila               | Avtor aranžmaja | Nagrade                                                    |
| ---------------------- | ------------------------ | ------------- | ---------------------------- | --------------- | ---------------------------------------------------------- |
| Slovenska popevka 1972 | Kakor cvet je tvoj obraz | Damjan Tozon  | Mirjam Tozon                 | Dečo Žgur       | /                                                          |
| Slovenska popevka 1973 | Spomin                   | Janez Bončina | Janez Bončina ali Jani Kenda | Janez Bončina   | Nagrada za najboljšega skladatelja debitanta               |
| BOOM Festival 1973     | Gvendolina               | Janez Bončina | Dušan Velkaverh              | Janez Bončina   | /                                                          |
| Slovenska popevka 1974 | Maj, zlati maj           | Janez Bončina | Marjan Malikovič             |                 | 2. nagrada mednarodne žirije in srebrni prstan revije Stop |

## Znane skladbe
- Gvendolina, kdo je bil
- Ritem srca
- Spomin
- Zlata obala